# Liljendal
Liljendal là một đô thị của Phần Lan.
Đô thị này tọa lạctại tỉnh Nam Phần Lan trong Đông Uusimaa Vùng. Đô thị này có dân số 1.463 (ngày 31 tháng 12 năm 2004)với diện tích là 119.76 km² trong đó có 5.68 km² là diện tích mặt nước. Mật độ dân số là 12.82 người trên mỗi km².
Đô thị này sử dụng hai ngôn ngữ, với đa số (77%) nói tiếng Thụy Điển và thiểu số (20%) nói tiếng Phần Lan. Đô thị này trước đây có tên là Liljentaali tiếng Phần Lan documents.